# Una partida de cartas
Una partida de cartas (en francés, Une partie de cartes) es la primera película del director francés Georges Méliès, estrenada en 1896, y exponente de los inicios del cine mudo. Primera del catálogo de la Star Film Company, fue una nueva versión de la película Partida de cartas, de Louis Lumière, que se había lanzado unos meses antes.
En esta versión, aparecen el propio Georges Méliès, su hermano Gaston y su hija Georgette.

## Sinopsis
La película muestra una escena típica de una tarde en un jardín francés. Tres hombres están sentados en una mesa, dos de ellos jugando a las cartas, mientras que el tercero fuma y lee un periódico. El hombre que no está jugando a las cartas llama a una niña y le pide buscar a una mujer con una botella de vino. Él procede a verter vasos para él y sus amigos. Después de beber el vino, el hombre lee una historia del periódico que hace reír a sus amigos. La película dura aproximadamente 67 segundos.

## Análisis
Una partida de cartas es una parodia a la película de Louis Lumière, publicada el mismo año bajo un título similar (Partida de cartas): la misma escenografía, los mismos personajes (a diferencia del camarero que se convierte en camarera) y la misma acción de partida. Entre las diferencias, las bocadas de humo de cigarrillo se realizan de forma exageradas, así como la hilaridad general, todo con un propósito más amplio: la película evoluciona de una escena de género a una narrativa, pasando de un trío de amigos felices a la historia de un amigo que cuenta una historia de un periódico.

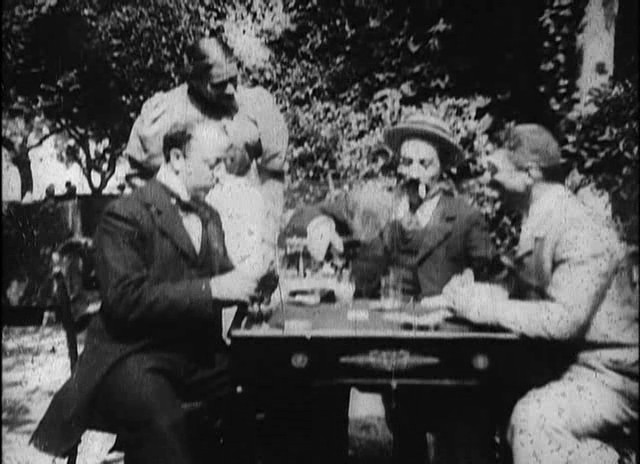
Fotograma de la película. Georges Méliès aparece como el segundo personaje de la derecha, y su hermano Gaston como el tercero.

Una partida de cartas se le suele llamar como el primer remake en la historia del cine. En 1897, Leopoldo Fregoli dirigió una segunda versión coloreada, publicada bajo el mismo título.